# Ségeste (Chérusque)
 (octobre 2018).
Si vous disposez d'ouvrages ou d'articles de référence ou si vous connaissez des sites web de qualité traitant du thème abordé ici, merci de compléter l'article en donnant les références utiles à sa vérifiabilité et en les liant à la section « Notes et références ».
(Caius Julius) Segeste (né Ségeste) était un aristocrate de la nation germaine des Chérusques, et un allié des Romains qui apparaît dans les témoignages des auteurs anciens du fait de ses liens avec Arminius et avec le soulèvement contre Rome.

## Biographie
Il entretenait de bonnes relations avec les Romains et avait même obtenu la citoyenneté romaine à l'époque où il se comportait en rival de la famille d’Arminius. En l’an 9 ap. J.-C., il avertit le gouverneur romain Varus qu’un soulèvement se tramait, et lui proposa même de le retenir prisonnier avec les autres chefs germains, mais il ne fut pas écouté.
La défaite romaine à Teutobourg le contraignit à prendre part au soulèvement. Il fut bientôt en conflit ouvert avec Arminius, qui avait épousé sa fille Thusnelda contre sa volonté, et, en l’an 15, il fut assiégé par les partisans d'Arminius. Il fut libéré par Germanicus. Il livra à ce moment comme otage à Germanicus sa fille Thusnelda qui était enceinte. On n’en sait pas davantage sur le sort de Thusnelda par la suite, puisqu’on n'a pas conservé le récit de Tacite sur son fils Thumelicus, mis au monde pendant sa captivité, et élevé à Ravenne.
Les sources antiques nous apprennent encore qu’en 17, Ségeste assista au triomphe de Germanicus cependant que ses enfants Segimundus et Thusnelda, tout comme son petit-fils Thumelicus y étaient traînés comme prisonniers. Germanicus l’assigna ensuite à résidence en Gaule.
La description la plus détaillée de Ségeste se trouve dans les Annales de Tacite. Il est mentionné aussi par Velleius Paterculus, Florus et Dion Cassius.